# Risqué
Risqué was een Nederlandse meidengroep die bestond van 1982 tot 1985. De groep bestond uit vier zangeressen: de Nederlandse Irene van den Hoeven, Ingrid de Goede en Yvonne van Splunteren, en de Britse zangeres Donna Baron. Van Splunteren werd in 1983 vervangen door Denise van der Hek.

## Biografie
De band Risqué ontstond uit Doris D & The Pins, na een ruzie tussen zangeres Debbie Jenner (Doris D) en haar achtergrondzangeressen (The Pins). 
De dames van Risqué begonnen als danseres bij de "Maria Moore-dancers" en als Maria Moore Dancers waren ze regelmatig te zien in programma's als Toppop. Na gefigureerd te hebben in een clip "Funky Town" werden ze in 1980 samen met Debbie Jenner gevraagd om een groep te vormen, en zo ontstond "Doris D And The Pins". Na een aantal grote successen gaat het mis tussen Debbie Jenner en haar Pins.
Toen de platenmaatschappij Debbie Jenner naar voren wilde schuiven en de Pins meer naar de achtergrond, protesteerden de "Pins" tegen deze beslissing. De protesten van "The Pins" leidden al gauw tot hun ontslag en de vier originele Pins werden vervangen door vier nieuwe Britse Pins.
Na de ruzie, die zelfs in de rechtbank uitgevochten moest worden, besloten de vier ex-Pins om een eigen band op te richten, genaamd Risqué.
Hun eerste single was The Girls Are Back In Town. Het nummer werd een redelijk succes in de Nederlandse hitlijsten. 
Yvonne van Splunteren verliet na enige tijd de groep om een kinderkledingwinkel te beginnen en werd in 1983 vervangen door Denise van der Hek.
De Remixen van "The Girls Are Back In Town" en "Burn it Up" werden onverwacht grote hits in de discotheken en haalden zelfs de Amerikaanse Dance-charts. Dit leidde tot veel optredens in Europa en de dames waren zelfs enige tijd te zien in het Lido in Parijs.
Na nog meer singles (Shadow of Your Heart, Jimmie Mack en Go For It!) ging de groep in 1985 uit elkaar.

## Trivia
- Denise van der Hek maakte in 1987 samen met de zangeressen Erna Jansen en Diana Posthouwer nog een single onder de naam You Tarzan? Me Jane.

- Eind jaren negentig werd de vriendschap tussen de vier originele Pins en Debbie Jenner hersteld en traden ze nog een keer op als "Doris D and the Pins" tijdens de Gay Games in Amsterdam.

## Discografie

### Albums
| Album met eventuele hitnotering(en) in de Nederlandse Album Top 100 | Datum van verschijnen | Datum van binnenkomst | Hoogste positie | Aantal weken | Opmerkingen |
| ------------------------------------------------------------------- | --------------------- | --------------------- | --------------- | ------------ | ----------- |
| Risqué - Special Extended Non-Stop Club Mix                         | 1984                  | -                     |                 |              |             |

### Singles
| Single met eventuele hitnotering(en) in de Nederlandse Top 40 | Datum van verschijnen | Datum van binnenkomst | Hoogste positie | Aantal weken | Opmerkingen |
| ------------------------------------------------------------- | --------------------- | --------------------- | --------------- | ------------ | ----------- |
| The girls are back in town                                    | 1982                  | 06-03-1982            | 13              | 6            |             |
| Starlight                                                     | 1982                  | 03-07-1982            | 35              | 3            |             |
| Thunder & lightning                                           | 1982                  | 11-09-1982            | tip5            | -            |             |
| Burn it up (Mr. DJ)                                           | 1983                  | 24-09-1983            | 20              | 5            |             |
| Shadow of your heart                                          | 1984                  |                       | tip14           | -            |             |
| Jimmy Mack                                                    | 1984                  |                       | tip19           | -            |             |
| Go for it                                                     | 1984                  |                       | tip15           | -            |             |